# Tecuanapa, Las Choapas
Tecuanapa är en ort i Mexiko.   Den ligger i kommunen Las Choapas och delstaten Veracruz, i den sydöstra delen av landet, 600 km öster om huvudstaden Mexico City. Tecuanapa ligger 20 meter över havet och antalet invånare är 333.
Terrängen runt Tecuanapa är platt. Runt Tecuanapa är det ganska glesbefolkat, med 29 invånare per kvadratkilometer. Närmaste större samhälle är Las Choapas, 17,3 km nordost om Tecuanapa. Omgivningarna runt Tecuanapa är en mosaik av jordbruksmark och naturlig växtlighet.